# Кусімото
Кусімото (яп. 串本町, くしもとちょう, кусімото тьо ) — містечко в Японії, у південній частині префектури Вакаяма.

## Міста-побратими
- Гемет (Каліфорнія, США)